# Empecamenta buettikeri
Empecamenta buettikeri är en skalbaggsart som beskrevs av Ahrens 2000. Empecamenta buettikeri ingår i släktet Empecamenta och familjen Melolonthidae. Inga underarter finns listade i Catalogue of Life.